# Fontaine-Notre-Dame (Nord)
Fontaine-Notre-Dame è un comune francese di 1 710 abitanti situato nel dipartimento del Nord nella regione dell'Alta Francia.

## Società

### Evoluzione demografica
Abitanti censiti